# Uppehållsstatus
Uppehållsstatus är en särskild status för vissa personer som förlorade sin uppehållsrätt i samband med Storbritanniens utträde ur Europeiska unionen den 1 februari 2020. Syftet med statusen är att ge dessa personer i stort sett samma rättigheter vad gäller fri rörlighet för personer som tidigare, dock begränsat till medlemsstaten där de var bosatta då utträdet ägde rum. Till exempel kan en brittisk medborgare som vid det brittiska utträdet var bosatt i Sverige fortsätta att bo, arbeta eller driva eget företag i Sverige precis som tidigare. Däremot åtnjuter personen inte längre rätten till fri rörlighet vid uppehåll i andra medlemsstater inom Europeiska unionen, såvida han eller hon inte omfattas av andra bestämmelser, till exempel som varaktigt bosatt.
Endast personer som utnyttjade sin uppehållsrätt vid tidpunkten då unionsrätten upphörde att vara tillämplig för Storbritannien den 1 januari 2021 kan erhålla uppehållsstatus. En unionsmedborgare som har flyttat till Storbritannien eller en brittisk medborgare som har flyttat till Europeiska unionen den 1 januari 2021 eller senare kan alltså inte erhålla uppehållsstatus. I vissa fall kan dock familjemedlemmar till en person med uppehållsstatus erhålla uppehållsstatus även efter utträdesdagen.
Uppehållsstatusen ger personen i fråga rätt att fortsätta ta anställning eller inleda verksamhet som egenföretagare på samma villkor som de inhemska medborgarna. Statusen ger även personen fortsatt tillgång till de sociala trygghetssystemen på samma villkor som de inhemska medborgarna.
En person som ville erhålla uppehållsstatus var tvungen att ansöka om detta hos de ansvariga myndigheterna i det land där han eller hon var bosatt senast den 30 september 2021. Under ansökningsperioden hade personen rätt att bo kvar i landet. Permanent uppehållsstatus kan erhållas om personen i fråga har uppehållit sig minst fem år i boendelandet.
Uppehållsstatus och permanent uppehållsstatus kan gå förlorade på i stort sett samma sätt som uppehållsrätt och permanent uppehållsrätt för unionsmedborgare.